# Monica Nappo
Monica Nappo (Napoli, 20 febbraio 1971) è un'attrice, regista teatrale e comica italiana.

## Biografia
Nata a Napoli il 20 febbraio 1971, a 18 anni ha aperto con giovani colleghi un teatro a Napoli e a 21 ha vinto un concorso nazionale per comici, la Zanzara d'oro.
Ha iniziato fin da giovane a lavorare in teatro: prima con Mario Martone, poi con Cesare Lievi e poi stabilmente nella compagnia di Toni Servillo, per più di 10 anni. È stata la prima attrice in Italia ad interpretare 4:48 Psychosis di Sarah Kane.
Alla sua attività di attrice ha affiancato quella di regista teatrale. È stata la prima in italia a mettere in scena testi di Tony Kushner e del marito, Dennis Kelly.
Nel cinema ha lavorato con registi quali Antonio Capuano, Silvio Soldini e Paolo Sorrentino; è stata coprotagonista del terzo film di Matteo Garrone.
Ha ricoperto il ruolo di Sofia Pisanello, moglie del personaggio interpretato da Roberto Benigni, nel film di Woody Allen To Rome with Love.

## Filmografia

### Cinema
- Estate romana, regia di Matteo Garrone (2000)
- Non è giusto, regia di Antonietta De Lillo (2001)
- L'uomo in più, regia di Paolo Sorrentino (2001)
- Agata e la tempesta, regia di Silvio Soldini (2004)
- Una moglie bellissima, regia di Leonardo Pieraccioni (2007)
- Cosa voglio di più, regia di Silvio Soldini (2010)
- W Zappatore, regia di Massimiliano Verdesca (2010)
- La kryptonite nella borsa, regia di Ivan Cotroneo (2011)
- Magnifica presenza, regia di Ferzan Özpetek (2012)
- To Rome with Love, regia di Woody Allen (2012)
- Il Natale della mamma imperfetta, regia di Ivan Cotroneo (2013)
- Ho ucciso Napoleone, regia di Giorgia Farina (2015)
- Tutti i soldi del mondo (All the Money in the World), regia di Ridley Scott (2017)
- È stata la mano di Dio, regia di Paolo Sorrentino (2021)
- House of Gucci, regia di Ridley Scott (2021)
- Amanda, regia di Carolina Cavalli (2022)
- Il treno dei bambini, regia di Cristina Comencini (2024)

### Televisione
- Sabato, domenica e lunedì, regia di Paolo Sorrentino – film TV (2004)
- Il vizio dell'amore – serie TV (2006)
- Pulling – serie TV (2009)
- I delitti del cuoco – serie TV (2010)
- Sirene, regia di Davide Marengo – serie TV (2017)
- I bastardi di Pizzofalcone - seconda serie, regia di Alessandro D'Alatri – serie TV, episodio 2x01 (2018)
- Imma Tataranni - Sostituto procuratore, regia di Francesco Amato – serie TV, episodi 1x02, 1x05 (2019)
- Diversi come due gocce d'acqua, regia di Luca Lucini – film TV (2022)

## Teatro

### Attrice
- 4:48 Psychosis, di Sarah Kane, regia di Pierpaolo Sepe, Benevento, 15 settembre 2001.
- Il silenzio grande, di Maurizio De Giovanni, regia di Alessandro Gassmann (2019)

### Regista
- Top girls, di Caryl Churchill, Fondazione Teatro Due di Parma (2023)